# Sierra de Escalona y Dehesa de Campoamor
Sierra de Escalona y Dehesa de Campoamor este o arie protejată (sit de importanță comunitară — SCI) din Spania întinsă pe o suprafață de 4.781,91 ha, integral pe uscat.

## Localizare
Centrul sitului Sierra de Escalona y Dehesa de Campoamor este situat la coordonatele 37°56′07″N 0°49′57″W / 37.9353°N 0.8325°V.

## Înființare
Situl Sierra de Escalona y Dehesa de Campoamor a fost declarat sit de importanță comunitară în iulie 2001 pentru a proteja 2 specii de plante și 7 specii de animale.

## Biodiversitate
Situată în ecoregiunea mediteraneană, aria protejată conține 4 habitate naturale: Tufărișuri termo-mediteraneene și de pre-deșert, Galerii și tufărișuri riverane sudice (Nerio-Tamaricetea și Securinegion tinctoriae), Pseudostepă cu ierburi și specii anuale de Thero-Brachypodietea, Păduri de pin mediteraneene cu pini mezogeni endemici.
La baza desemnării sitului se află mai multe specii protejate:
- plante (2): Helianthemum caput-felis, Sideritis incana subsp. glauca
- păsări (7): acvilă de munte (Aquila chrysaetos), șerpar (Circaetus gallicus), Galerida theklae, Hieraaetus fasciatus, ciocârlie de pădure (Lullula arborea), Oenanthe leucura, silvie de tufiș (Sylvia undata)

Pe lângă speciile protejate, pe teritoriul sitului au mai fost identificate 5 specii de plante.